# Morti nel 997
| Questa pagina contiene informazioni ricavate automaticamente dalle voci biografiche con l'ausilio del template Bio e di un bot. L'aggiornamento è periodico e automatico e ricostruisce completamente la pagina. Se manca una persona in questa lista, sei pregato di non aggiungerla, ma accertati piuttosto che la sua voce biografica contenga il template Bio e che i dati anagrafici siano correttamente compilati. Se il template Bio manca, inseriscilo tu stesso o, in alternativa, metti l'avviso {{tmp\|Bio}} che ne segnala la mancanza. Se i dati riportati sono sbagliati, correggi direttamente la voce biografica; le modifiche saranno visibili in questa lista entro pochi giorni. Per chiarimenti vedi il progetto biografie. La lista contiene solo le 15 persone che sono citate nell'enciclopedia e per le quali è stato implementato correttamente il template Bio. Pagina aggiornata al 13 gen 2025. |

- 1º febbraio - Géza d'Ungheria
- 13 febbraio - Pietro di Vercelli, vescovo cattolico tedesco
- 23 aprile - Adalberto di Praga, vescovo e santo ceco
- 8 maggio - Tai Zong, imperatore cinese (n. 939)
- 5 agosto - Sabuktigin di Ghazna, emiro e militare turco (n. 942)
- 20 agosto - Corrado I di Svevia, nobile tedesco
- 6 ottobre - Minamoto no Mitsunaka, militare giapponese (n. 912)
- Adalberto I de La Marche, conte
- Costantino III di Scozia, re
- Stjepan Držislav, sovrano croato
- Megingaudo di Gheldria, nobile tedesco
- Gonzalo Menéndez, conte di Portogallo, militare spagnolo
- Teresa Ansúrez, regina
- Waldrada di Toscana
- Romano di Bulgaria, sovrano bulgaro